# Khúc luyện chính từ Paganini

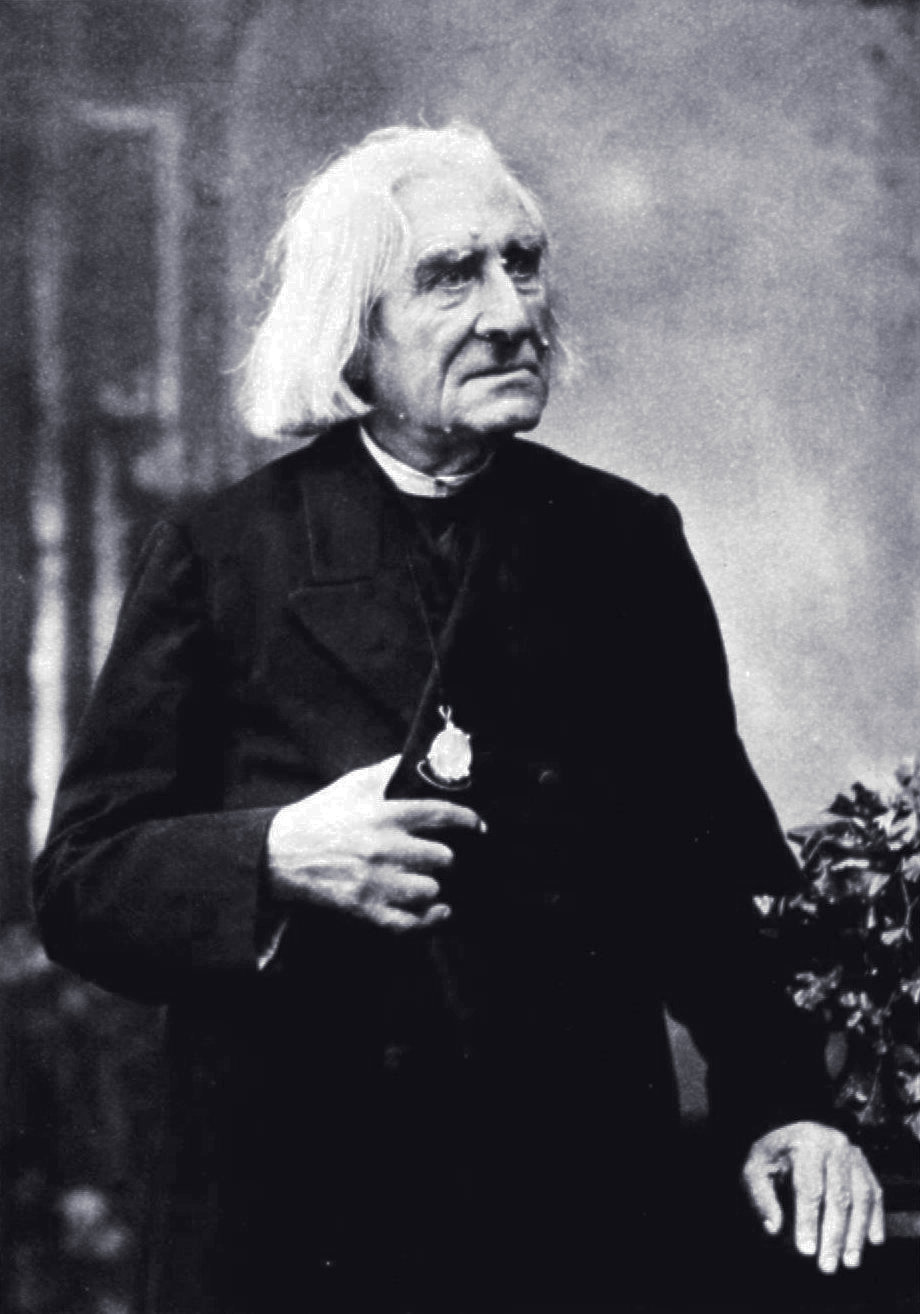
F. Liszt (ảnh của Louis Held).

Khúc luyện chính từ Paganini gồm sáu bài tập dành cho dương cầm, do Franz Liszt biên soạn, được ông công bố lần đầu vào năm 1838 dưới tên Études d'exécution transcendante d'après Paganini ("các khúc luyện nâng cao theo chủ đề Paganini", số tác phẩm: S.140), sau đó được sửa đổi vào năm 1851 và bản chỉnh sửa này thịnh hành tới  nay. Tên nguyên gốc của nhạc phẩm này là Grandes études de Paganini, số tác phẩm 141.
Tất cả sáu bài tập này đều dựa trên các giai điệu khác nhau của nhạc sĩ thiên tài Nicôlô Paganini dành cho vĩ cầm, vốn đòi hỏi nhiều kỹ thuật biểu diễn điêu luyện và có độ khó cao nhất, mà Franz Liszt chuyển thể cho dương cầm. Tuy gọi là "bài tập", nhưng giai điệu và kỹ thuật của các nhạc phẩm này đã hấp dẫn nhiều nghệ sĩ dương cầm nổi tiếng trên Thế giới chọn làm tác phẩm biểu diễn.

## Lược sử

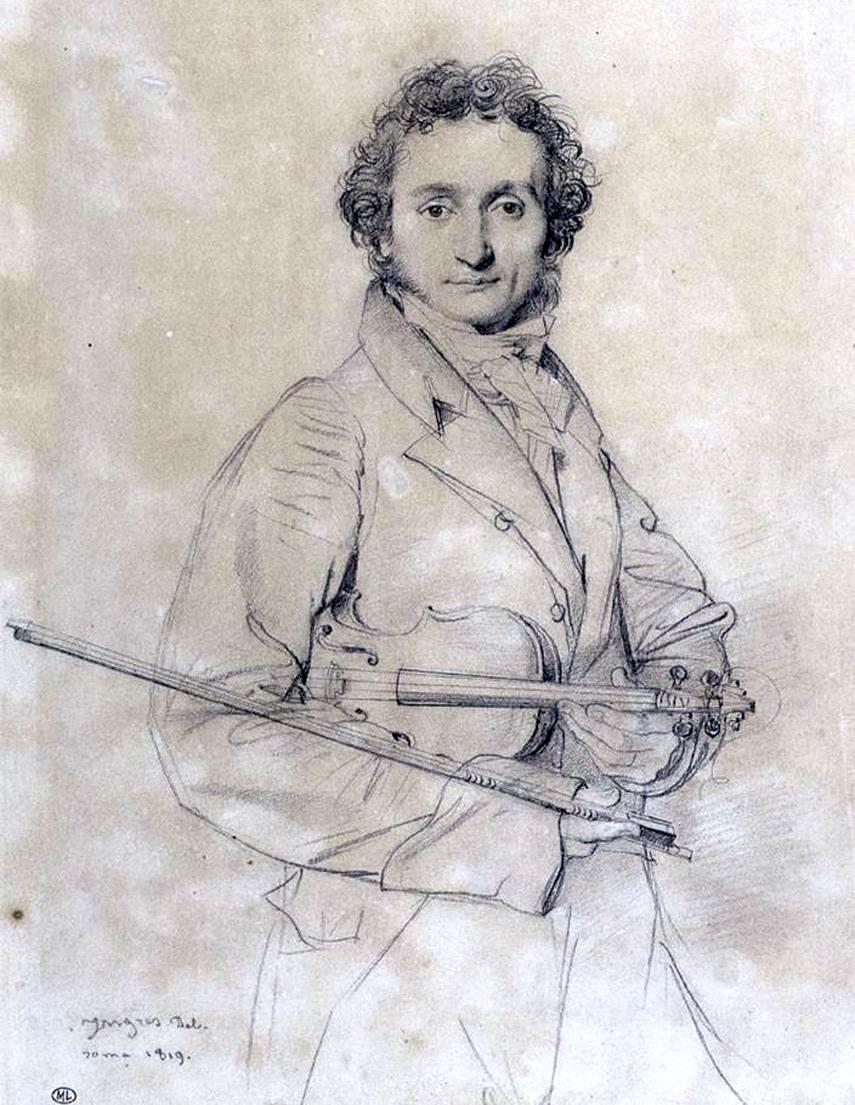
N. Paganini (tranh vẽ).

Năm 1831, Paganini biểu diễn ra mắt ở Paris. Năm sau, ông trở lại thành phố biểu diễn thêm chín buổi hòa nhạc, khi đó đang có dịch tả hoành hành, nhưng khán giả vẫn rất đông và được hoan nghênh nhiệt liệt. Chàng trai trẻ Franz Liszt lúc đó mới 21 tuổi đã tham dự và say đắm các giai điệu và tài nghệ của người nhạc sĩ bậc thầy này đã "mê hoặc con người chỉ bằng bốn sợi dây đàn". Trong các tác phẩm của Paganini mà Liszt được nghe, có Violin Concerto No 2 in B minor, Caprices Op 1 for solo violin. Đó là nguồn cảm hứng cho Liszt biên soạn các khúc luyện này, như là các khúc biến tấu chuyển thể cho dương cầm.

## Danh sách các khúc luyện
1. Étude No. 1 in G minor (Preludio, Andante; Etude – Non troppo lento) ("Tremolo") – theo Capriccio số 6 của Paganini.
2. Étude No. 2 in E♭ major (Andante capriccioso) – theo Capriccio số 17 của Paganini.
3. Étude No. 3 in G♯ minor (Allegretto) – theo đoạn kết ở Violin Concerto No. 2 in B minor của Paganini, thường gọi là Tiếng chuông nhỏ.
4. Étude No. 4 in E major (Vivo) ("Arpeggio") – theo Capriccio số 1 của Paganini.
5. Étude No. 5 in E major (La Chasse) (Allegretto) – theo Capriccio số 9 của Paganini.
6. Étude No. 6 in A minor (Theme and Variations) (Quasi presto, a capriccio) – theo Capriccio số 24 của Paganini.